# Louise Desjardins
Louise Desjardins est une poète, romancière, poète, traductrice et essayiste québécoise née à Rouyn-Noranda, le 2 janvier 1943. 

## Biographie
À la suite de son divorce, à l'âge de 40 ans, elle voyage en solo au Népal et en tire son premier livre, Journal du Népal. Par la suite, elle entreprend des études en littérature canadienne comparée.
Elle enseigne ensuite la littérature pendant plusieurs années au niveau collégial, plus précisément au Collège de Maisonneuve. Elle est également traductrice de poésie.
Pendant l’écriture de son roman L’idole, paru en 2017, elle s’installe deux mois à Buenos Aires en Argentine, et apprend même l’espagnol.
Elle est également la sœur de Richard Desjardins, auteur-compositeur-interprète. 

### Vie littéraire
Elle est une poète québécoise importante et sa poésie est réputée au sein du milieu littéraire québécois comme étant foncièrement narrative. 
Son œuvre entière est fortement influencée par l'aridité de son Abitibi natale,, qui forge son identité et où plusieurs de ses romans se déroulent. 
Ouvertement féministe, elle est une grande admiratrice de l'écrivaine Annie Erneaux. Les deux autrices abordent d'ailleurs des thèmes similaire dans leurs œuvres respectives, tels qu'injustices commises envers les femmes, la lutte pour l'égalité des chances et l'émancipation. 

« Roman après roman, Louise Desjardins explore des thèmes forts et fondamentaux tels que la famille, la maternité, la dépendance affective ou intergénérationnelle ainsi que la liberté. »

— Michèle Bernard, magazine littéraire Nuit blanche

## Œuvres

### Poésie
- Rouges chaudes, suivi de Journal du Népal (dessins de Ginette Bernier), Montréal, Éditions du Noroît, 1983, 77 p. (ISBN 978-2-89018-073-4)
- Les Verbes seuls, Montréal, Éditions du Noroît, 1985, 76 p. (ISBN 978-2-89018-114-4)
- La catastrophe, avec Élise Turcotte, Outremont (Montréal), Éditions NBJ, 1985, 45 p. (ISBN 978-2-89314-048-3)Constitue le no 167 de la revue "Nouvelle barre du jour"
- Petite sensation, Outremont (Montréal), Éditions Estérel, 1985, 27 p. (ISBN 978-2-920044-20-3)
- Vingt petits trucs, Montréal, L. Desjardins, 1986, 23 p. (ISBN 978-2-9800749-0-5)
- La Minutie de l'araignée, Outremont (Montréal), Éditions NBJ, 1987, 58 p. (ISBN 978-2-89314-096-4)i
- La 2e Avenue, Montréal, Éditions du Noroît, 1990, 77 p. (ISBN 978-2-89018-216-5)
- Ni vu ni connu, Montréal, eaux-fortes de Marc Séguin, Éditions La Courte échelle, 2002, 33 p. (ISBN 978-2-89021-593-1)
- Momo et Loulou, Montréal, avec Mona Latif-Ghattas, Les éditions du remue-ménage, 2004, 147 p. (ISBN 978-2-89091-226-7)
- Silencieux lassos, Trois-Rivières, Écrits des Forges, 2004 (réimpr. 2010), 130 p. (ISBN 978-2-89645-136-4)
- La nouvelle catastrophe, avec Élise Turcotte, dessins de Elmyna Bouchard, Outremont (Montréal), Éditions du Silence, 2007, 34 p. (ISBN 9782920180673)
- Les silences, Outremont, (Québec), Canada, Éditions du Silence, 2008, 13 p. (ISBN 9782920180734)

### Romans
- La Love, Montréal, Leméac Éditeur, 1993, 167 p. (ISBN 978-2-7609-3153-4)
- Darling, Montréal, Leméac Éditeur, 1998, 232 p. (ISBN 978-2-7609-3203-6)
- Le fils du Che, Montréal, Éditions du Boréal, 2008, 116 p. (ISBN 978-2-7646-0120-4)
- Cœurs braisés, Montréal, Éditions du Boréal, 2001, 132 p. (ISBN 978-2-7646-0120-4)
- So long, Montréal, Éditions du Boréal, 2005, 159 p. (ISBN 978-2-7646-0354-3)
- Rapide-Danseur, Montréal, Éditions du Boréal, 2012, 168 p. (ISBN 978-2-7646-2182-0)
- L'idole, Montréal, Éditions du Boréal, 2017, 248 p. (ISBN 978-2-7646-2501-9)
- La fille de la famille, Montréal, Éditions du Boréal, 2020, 200 p. (ISBN 978-2-7646-2636-8)

### Biographie
- Pauline Julien : La vie à mort, Montréal, Leméac Éditeur, coll. « Vies et mémoires », 2004, 434 p. (ISBN 978-2-7609-5137-2)

### Essais et ouvrages pratiques
- Les Handicapés de l'écriture, Montréal, Collège de Maisonneuve, 1985, 94 p. (ISBN 978-2-920820-01-2)
- Mieux écrire à l'ordinateur, Montréal, Collège de Maisonneuve, 1990, 144 p. (ISBN 978-2-920820-09-8)
- Le prêt-a-écrire, Montréal, avec Michèle Frémont, CCMD, 1997, 248 p. (ISBN 978-2-89470-036-5)

## Prix et honneurs
- 1994 - Grand Prix du Journal de Montréal, pour La Love[10]
- 1994 - Prix des Arcades de Bologne, pour La Love[11]
- 1995 - Finaliste au Prix du Gouverneur général, La 2e avenue[12]

## Voir Aussi